# YBCハッピーロード
『YBCハッピーロード』（ワイビーシーハッピーロード）は、1978年4月3日から2008年3月28日まで山形放送ラジオ (YBC) で放送されていたワイド番組である。番組終了時の放送時間は毎週月曜 - 金曜 13:00 - 15:40（日本標準時）。
2008年3月31日からは『ゲツキンラジオ ぱんぱかぱ〜ん』と題して放送されており、山形放送公式サイト内にある『ラジぱん』公式サイトも本番組公式サイトのURLをそのまま使用している。

## 出演者

### パーソナリティ
- 月曜：芳賀道也、長澤紗希子
- 火曜：古池常泰、青山友紀
- 水曜：陣内倫洋、横尾友栄
- 木曜：佐伯敏光、松下香織
- 金曜：古池常泰、竹内久乃

### ラジオカーレポーター
- 村山エリア：石渡ともみ、松田春香、大津幸恵、渡辺千津
- 庄内エリア：佐藤泰子、外舘典子